# Reign in Blood
Reign in Blood treći je studijski album američkog thrash metal sastava Slayer, objavljen 7. listopada 1986. godine.
Na ovom albumu, prvi put su surađivali s producentom Rickom Rubinom. Album je vrlo dobro ocijenjen od strane kritičara i obožavatelja, te se smatra jednim od najznačajnijih heavy metal albuma, te se smatra klasikom. Ujedno je bio i njihov prvi album koji se našao na Billboard 200 ljestvici, najviše na 94. poziciji, te je 20. studenog 1992. nagrađen zlatnom nakladom.

## Popis pjesama
| 1.    | »Angel of Death«     | Jeff Hanneman  | Hanneman       | 4:51 |
| 2.    | »Piece by Piece«     | Kerry King     | King           | 2:02 |
| 3.    | »Necrophobic«        | Hanneman, King | Hanneman, King | 1:40 |
| 4.    | »Altar of Sacrifice« | King           | Hanneman       | 2:50 |
| 5.    | »Jesus Saves«        | King           | Hanneman, King | 2:54 |
| 6.    | »Criminally Insane«  | Hanneman, King | Hanneman, King | 2:23 |
| 7.    | »Reborn«             | King           | Hanneman       | 2:11 |
| 8.    | »Epidemic«           | King           | Hanneman, King | 2:23 |
| 9.    | »Postmortem«         | Hanneman       | Hanneman       | 3:28 |
| 10.   | »Raining Blood«      | Hanneman, King | Hanneman       | 4:14 |
| 29:03 |                      |                |                |      |

| 11. | »Aggressive Perfector«      | Hanneman, King | Hanneman, King | 2:30 |
| 12. | »Criminally Insane (Remix)« | Hanneman, King | Hanneman, King | 3:17 |

## Osoblje
Slayer
- Tom Araya – bas-gitara, vokali
- Jeff Hanneman – gitara
- Kerry King – gitara
- Dave Lombardo – bubnjevi

Ostalo osoblje
- Rick Rubin — producent
- Larry W. Carroll — omot albuma
- Howie Weinberg — mastering
- Andy Wallace — inženjer zvuka
- Charly Rinne — fotografije
- Stephen Byram — dizajn